# Firmin Oulès
Firmin Oulès, né le 12 avril 1904 à Saint-Pierre-de-Trivisy et mort en septembre 1992 à Lutry (Suisse), est un économiste français.
Il a succédé à Léon Walras et Vilfredo Pareto à la chaire d'économie politique de l'université de Lausanne où il a enseigné pendant 34 ans. Il est le fondateur de la Nouvelle École de Lausanne.

## Publications
- Essai sur la théorie de l'échange international, Sirey, 1934
- Le mécanisme des échanges internationaux et la politique commerciale en temps de crise, Librairie du Recueil Sirey, 1936
- Planification et technologie dans l'Europe unie, Centre de recherches européennes, 1968
- La démocratie économique à la lumière des faits, E. Bruylant, 1971
- La mystification des problèmes économiques et fiscaux, E. Bruylant, 1978
- L'inflation structurelle et les remèdes nouveaux pour la maîtriser, E. Bruylant, 1978
- Le grand détraquement de l'économie depuis 1974 : comment l'expliquer, comment le juguler, Litec, 1985
- Inflation, chômage et pouvoir d'achat: dans l'environnement des nouvelles technologies, E. Bruylant, 1985
- La productivité démystifiée, E. Bruylant, 1987
- Une fiscalité intelligente pour demain, E. Bruylant, 1993

## Archives
Les archives européennes de Firmin Oulès se trouvent à la Fondation Jean Monnet pour l'Europe. 
Fonds Firmin Oulès (1910-2006) [papier ; 25 mètres linéaires d'archives].  Cote : CH-002032-0 AFO. Lausanne : Fondation Jean-Monnet pour l'Europe.